# 1954 en Italie
Chronologie de l'Italie
- 1950
- 1951
- 1952
- 1953
- 1954
- 1955
- 1956
- 1957
- 1958

## Événements
- 3 janvier : la télévision italienne commence ses transmissions, initialement dans le Piémont, la Lombardie, la Ligurie, l'Émilie, la Toscane, l'Ombrie et le Latium sur une seule chaîne, alors appelée Programma Nazionale[1].
- 5 janvier : crise gouvernementale ; le président du Conseil italien Giuseppe Pella démissionne[2].

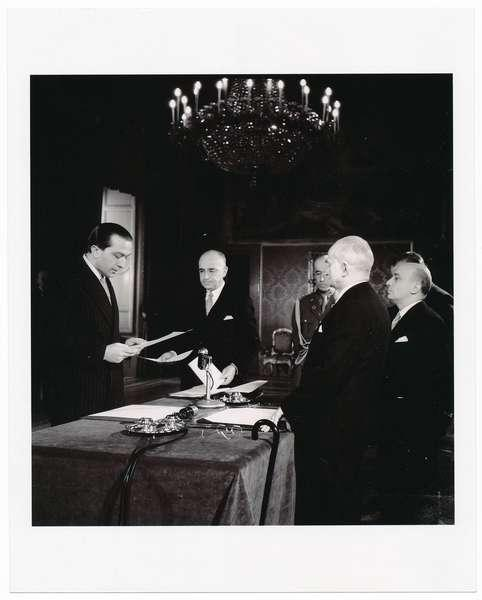
Amintore Fanfani et Giulio Andreotti lors de la cérémonie d'investiture du Gouvernement Fanfani I en présence du Président de la République Luigi Einaudi.

- 18 janvier : Amintore Fanfani forme un gouvernement homogène DC, mais ne parvient pas à obtenir la confiance[3].

- 10 février : Mario Scelba constitue un gouvernement de coalition avec la participation des sociaux-démocrates, des libéraux et des républicains[2].

- 15 mai-15 octobre : exposition Internationale de la Navigation à Naples[4].
- 26 - 29 juin : congrès de la Démocratie chrétienne italienne à Naples[2]. L’aile gauche de la DC, soutenue par les grands holdings d’État menacés par le libéralisme intégral prôné par la Confindustria, prend la direction du parti en la personne d’Amintore Fanfani qui envisage une collaboration avec le centre-gauche, y compris les socialistes nenniens[5].

- 18 septembre : à la suite d’une campagne de presse impliquant son fils dans le scandale lié à la mort de Wilma Montesi, le ministre des Affaires étrangères italien, Attilio Piccioni, un des chefs historiques de la DC, démissionne[6].

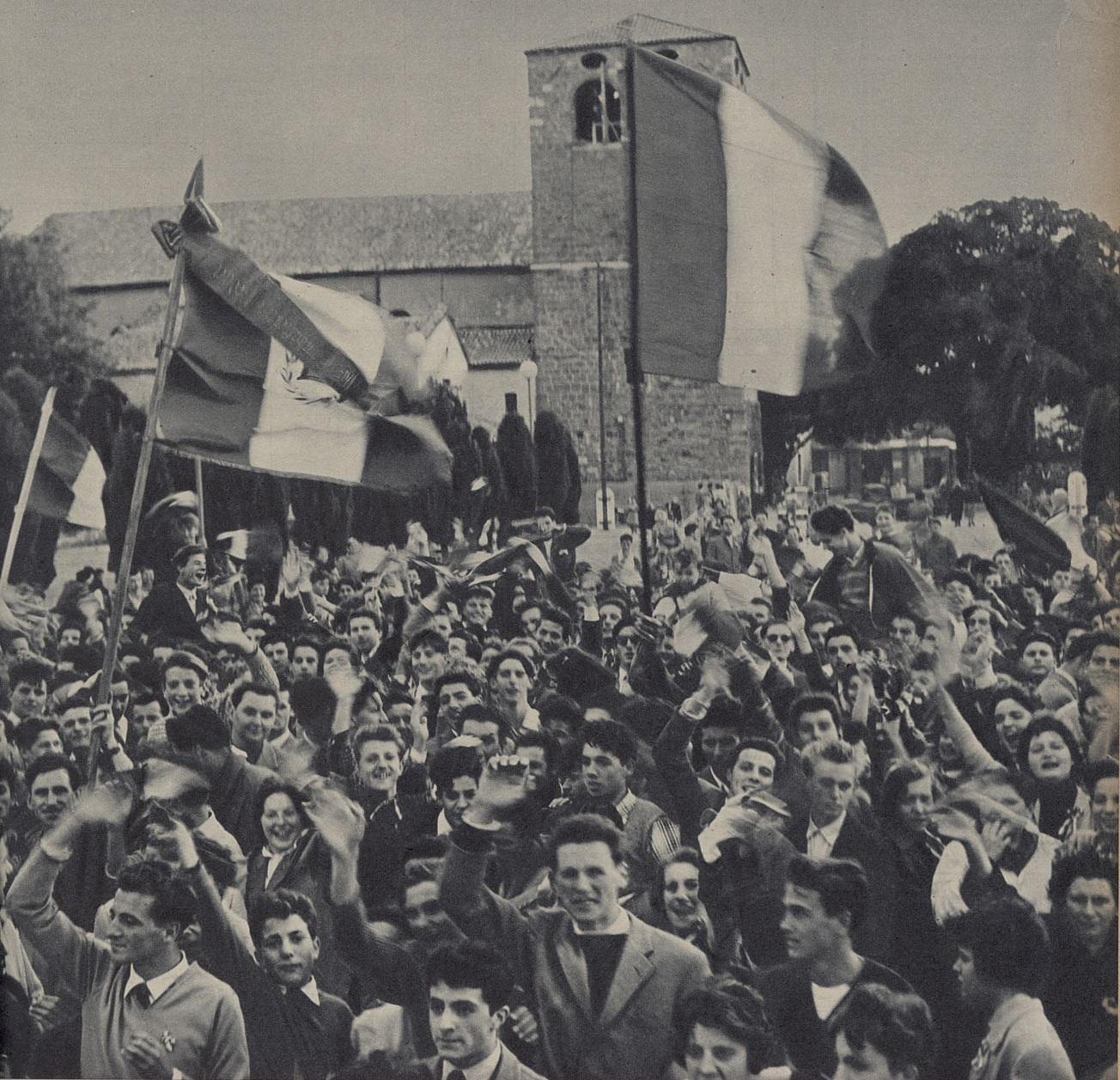
Célébrations du retour de Trieste à l'Italie, devant la cathédrale San Giusto.

- 5 octobre : le Royaume-Uni, les États-Unis, l’Italie et la Yougoslavie signent à Londres un « mémorandum d’entente » qui met fin au conflit sur le statut du territoire libre de Trieste : les troupes britanniques et américaines évacueront la zone A qui revient à l’Italie, la zone B étant attribuée à la Yougoslavie. Trieste reste un port franc[7].

- 23 octobre : les accords de Paris créent l'Union de l'Europe occidentale, ouverte aux anciens vaincus : l'Italie et la RFA[8].
- 25-26 octobre : dans la nuit, une inondation endommage gravement les villes de Cava de' Tirreni, Vietri sul Mare, Salerne, Maiori, Minori, Tramonti et emporte le village de Molina, entraînant la mort 318 personnes[9].
- 26 octobre : transfert de pouvoir entre les administrations alliées et italiennes à Trieste ; fin du territoire libre de Trieste[2].

- 23 décembre : le parlement italien ratifie le traité de l’UEO[10].
- 29 décembre : approbation par le conseil des ministres du plan présenté par le ministre du Budget Ezio Vanoni, un plan quinquennal pour le développement économique du pays pour surmonter les grands déséquilibres sociaux et géographiques, à savoir l'effondrement de l'agriculture et le profond déséquilibre de développement entre l'Italie du Nord et l'Italie du Sud. Ce plan, par sa grave sous-estimation des problèmes économiques réels du sud agricole, échoue à remplir sa mission et est abandonné après la mort de son instigateur le 16 février 1956[11].

- 2 197 300 chômeurs en Italie (300 000 de plus qu’en 1950)[12].

## Culture
- 20-22 mai : deuxième festival de la chanson napolitaine.

### Cinéma
- Box-office Italie 1954-1955
- 9e cérémonie des Rubans d'argent

#### Films italiens sortis en 1954
- 15 janvier 1954 : La prigioniera di Amalfi, film italien réalisé par Giorgio Cristallini
- 3 février 1954 : Questa è la vita, film réalisé par Aldo Fabrizi, Giorgio Pàstina, Mario Soldati et Luigi Zampa
- 3 octobre 1954 : Acque amare, film dramatique italien réalisé par Sergio Corbucci
- 21 octobre 1954 : Prima di sera, film italien réalisé par Piero Tellini
- 29 décembre 1954 : L'arte di arrangiarsi (L'Art de se débrouiller), film réalisé par Luigi Zampa

#### Autres films sortis en Italie en 1954
- 29 septembre : Teodora imperatrice di Bisanzio (Théodora, impératrice de Byzance), film franco-italien de Riccardo Freda

#### Mostra de Venise
- Lion d'or : Roméo et Juliette (Romeo and Juliet) de Renato Castellani
- Lion d'argent partagé entre quatre films : Les Sept Samouraïs, La Strada, Sur les quais et L'Intendant Sansho
- Coupe Volpi pour la meilleure interprétation masculine : Jean Gabin pour L'Air de Paris de Marcel Carné et Touchez pas au grisbi de Jacques Becker
- Coupe Volpi pour la meilleure interprétation féminine : pas de récompense cette année

### Littérature

#### Livres parus en 1954
- Lungo viaggio di natale, de Vasco Pratolini
- Les Lettres de Capri (Le lettere da Capri) de Mario Soldati
- Le Mépris (Il disprezzo) d'Alberto Moravia

#### Prix et récompenses
- Prix Strega : Mario Soldati, Lettere da Capri (Les Lettres de Capri) (Garzanti)
- Prix Bagutta : Giuseppe Marotta (it), Coraggio, guardiano, (Bompiani)
- Prix Napoli : ex aequo Vincenzo Cardarelli, Viaggio di un poeta in Russia, (Mondadori) et Dino Buzzati, Il crollo della Baliverna, (Mondadori)
- Prix Viareggio : Rocco Scotellaro, È fatto giorno

## Naissances en 1954
- 18 août : Umberto Guidoni, spationaute et homme politique.
- 22 septembre : Amedeo Benedetti, écrivain. († 18 avril 2017)
- 3 décembre : Ugo Riccarelli, écrivain et poète.

## Décès en 1954
- 9 février : Gaspare Pisciotta, criminel italien, lieutenant de Salvatore Giuliano, empoisonné dans la prison de Palerme.
- 3 mars : Cesare Brambilla, 68 ans, coureur cycliste professionnel de 1905 à 1909, vainqueur du Tour de Lombardie 1906. (° 3 mai 1885)
- 10 avril : Guelfo Civinini (it), 81 ans, écrivain, poète, journaliste et explorateur. (° 1er août 1873)
- 13 avril : Giulio Alessandrini, 87 ans, médecin et universitaire, professeur de l'université de Rome, spécialiste du paludisme et de parasitologie. (° 2 mai 1866)
- 27 juin : Giovanni Rossignoli, 71 ans, coureur cycliste. (° 3 décembre 1882)
- 18 août : Alcide De Gasperi, 73 ans, homme politique, fondateur de la Démocratie chrétienne, Président du Conseil de 1945 à 1953. (° 3 avril 1881).
- 25 septembre : Vitaliano Brancati, 47 ans, écrivain. (° 24 juillet 1907)
- 28 novembre : Enrico Fermi, 53 ans, physicien, père de la réaction nucléaire, prix Nobel de physique. (° 29 septembre 1901)